# Kim Mi-kyung (Leichtathletin)
Kim Mi-kyung (* 19. Februar 1967) ist eine ehemalige südkoreanische Marathonläuferin.
1986 siegte sie beim Dong-A-Marathon, und 1987 wurde sie mit ihrer persönlichen Bestzeit von 2:32:40 h Sechste beim IAAF-Weltcup-Marathon.
Beim Marathon der Olympischen Spiele 1988 in Seoul erreichte sie nicht das Ziel.